# Personaleinführung
Die Personaleinführung (oft auch Einarbeitung neuer Mitarbeiter) umfasst neben der administrativen Einstellung, also den Formalitäten in Zusammenhang mit der Arbeitsaufnahme, einerseits die Einarbeitung in die eigentliche Arbeitsaufgabe andererseits aber auch die soziale Eingliederung in das Arbeitsumfeld. Zu diesem gehört sowohl die direkte Arbeitsgruppe als auch das Sozialsystem der gesamten Unternehmung.

## Definition
Die Personaleinführung wird in der Regel als Sozialisationsprozess betrachtet. Der neue Mitarbeiter sieht sich anfangs mit einem fremden und neuartigen Arbeitskontext und einer neuen sozialen Umgebung konfrontiert. Hiermit muss er sich innerhalb eines Lernprozesses auseinandersetzen und sich an die Normen und Werte der Organisation anpassen.
Bei diesem Anpassungsprozess handelt es sich um einen wechselseitigen Prozess: Einerseits soll der Mitarbeiter organisationsspezifische Werte, Normen und Besonderheiten verinnerlichen, anderseits bringt er selbst eigene Ideen, Vorstellungen und Wertorientierungen mit in die Organisation ein, die andere Organisationsmitglieder beeinflussen. Das reziproke Bemühen der neuen Mitarbeiter, sich selbst in die Organisation einbringen und verwirklichen zu wollen, wird auch als Individualisation bezeichnet; die Bemühungen der Organisation Neulinge einzugliedern und an die Organisation anzupassen dagegen als organisationale Sozialisation.
Als Einführungsprogramme oder synonym Induktionsprogramme bezeichnet man die planvolle, systematische und formalisierte Anwendung von Maßnahmen, die darauf abzielen, dass aus neuen Mitarbeitern bleibende Mitglieder der Organisation werden. Dazu stehen im Gegensatz die spontanen, improvisierten und oft informalen Maßnahmen zur Personaleinführung, welche die Induktionsprogramme in der Praxis ergänzen.

## Phaseneinteilung des Einführungsprozesses
Der Einführungsprozess kann als Phasenmodell dargestellt werden. Hierbei liegt die schwerpunktmäßige Betrachtung auf dem sozialen Integrationsprozess und der Beachtung der besonderen Bedürfnis- und Motivstruktur neuer Mitarbeiter. Mithilfe der so gewonnenen Erkenntnisse ist es im Rahmen eines Personaleinführungsprogramms besser möglich, auf den neuen Mitarbeiter einzugehen. Die meisten Unterteilungen differenzieren zwischen
- antizipatorischer Sozialisation,
- Konfrontationsphase und
- Integrationsphase.

Unter der antizipatorischen Sozialisation versteht man die gesamten Lernprozesse des neuen Mitarbeiters bis zum Eintritt in die Unternehmung (z. B. aus Elternhaus, Schul- und Berufsausbildung). Abhängig davon, wie weit diese gelernten Normen und Verhaltensweisen mit den im Unternehmen geforderten Normen und Verhaltensweisen übereinstimmen, wird der Einführungsprozess problemloser oder problematischer ablaufen. Für die Unternehmen besteht während des Auswahlprozesses die erste Möglichkeit aktiv auf die Bewerber einzuwirken. Dabei werden bei den potentiellen Mitarbeitern bereits vor Arbeitsbeginn Erwartungen über die zukünftige Tätigkeit und das zukünftige Umfeld aufgebaut und eventuell vorhandene Kenntnisse über das Unternehmen aktualisiert.
Mit dem Eintritt in das Unternehmen beginnt die Konfrontationsphase, in welcher der neue Mitarbeiter die Diskrepanzen zwischen den aufgebauten Erwartungen und der tatsächlichen Betriebsrealität bewältigen muss. Aufgrund von Überraschungen zeichnet sich diese Phase für den neuen Mitarbeiter durch ein hohes Stressaufkommen aus. Hier kann es zu einem „Realitätsschock“ kommen, der die Eingliederung gefährdet und zu einer inneren Abwendung von der Unternehmung führt.
Die Integrationsphase umfasst die Integration des neuen Mitarbeiters in das Sozialgefüge des Unternehmens und die Internalisierung der dort vorherrschenden Werte. Dabei entsteht eine innere Bindung zur Unternehmung. „Mit innerer Bindung ist die Identifikation mit dem und die Einsatzbereitschaft für das Unternehmen gemeint.“ Voraussetzung dafür ist, dass die Neulinge ihre Rollenanforderungen sowohl im fachlichen als auch sozialen Bereich entschlüsselt und für eventuelle Rollenkonflikte Lösungsstrategien entwickelt haben. Hier ist der Begriff des organisationalen Commitments einzuordnen, unter dem man eine psychologische Bindung zwischen Mitarbeiter und Unternehmung versteht.
Am Ende des Einführungsprozesses soll die gelungene Integration des neuen Mitarbeiters in die Organisation stehen. Von einer gelungenen Integration kann dann gesprochen werden, wenn sowohl der Mitarbeiter mit seiner neuen Situation zufrieden ist als auch die anderen Organisationsmitglieder mit dem neuen Mitarbeiter und seinen Arbeitsleistungen zufrieden sind. Der Sozialisationsprozess von Mitarbeitern und Unternehmen endet allerdings nicht mit einer erfolgreichen Integration, sondern dauert in der Form an, dass sich einerseits Mitarbeiter in ihrer Arbeitsrolle weiterentwickeln und selbst verwirklichen wollen und andererseits die Unternehmen bestrebt sind, ihre Mitarbeiter weiter anzupassen.

## Ziele der Personaleinführung
Nach KIESER liegt aus Unternehmenssicht eine erfolgreiche Einführung vor, wenn der Mitarbeiter eine hohe Bindung an das Unternehmen entwickelt, die Unternehmenskultur verinnerlicht und angenommen sowie seine fachlichen Fähigkeiten an die Erfordernisse der Stelle angeglichen hat. Zudem soll er sich motiviert und aktiv in das Unternehmen einbringen, um kreativ neu auftretende Probleme lösen zu können. Davon abgeleitet sind auch die Schaffung von Arbeitszufriedenheit und Produktivität des neuen Mitarbeiters als weitere Ziele zu nennen.

## Mögliche Maßnahmen zur Personaleinführung

### Maßnahmen vor Arbeitsbeginn
Wenn die neuen Mitarbeiter vor Arbeitsaufnahme zu hohe Erwartungen in Bezug auf ihre neue Arbeitsstelle aufbauen, kommt es bei dem Aufeinandertreffen dieser Erwartungen und den tatsächlichen Gegebenheiten zu Enttäuschungen und negativen Überraschungen, dem so genannten Realitätsschock. Hier liegt laut den bisherigen empirischen Erkenntnissen einer der Hauptgründe für frühe Kündigungen und innere Emigration. Im Rahmen einer realistischen Rekrutierung kann die Unternehmung bereits im Vorfeld diese enttäuschten Erwartungen reduzieren. Dem Bewerber werden dabei schon während des Auswahlverfahrens sowohl positive als auch negative Aspekte der Stelle möglichst realistisch vermittelt.
Damit bereits vor der eigentlichen Arbeitsaufnahme eine Bindung des Neulings zur Unternehmung entsteht und eventuell auftretende Probleme frühzeitig gelöst werden können, wird für die Zeit zwischen Vertragsabschluss und Arbeitsaufnahme eine aktive Betreuung durch die Unternehmen vorgeschlagen. Bereits in dieser Zeit sollen dem Mitarbeiter auch möglichst viele Informationen über seine neue Arbeitsumgebung zur Verfügung stehen. Als geeignete Maßnahmen werden dabei Einführungsschriften oder adäquate Informationsbroschüren, Arbeitsplatz- und Betriebsbesichtigungen und auch das Einweisungsgespräch mit dem direkten Vorgesetzten empfohlen.
Damit auch die fachliche Einarbeitung geordnet abläuft, empfiehlt sich die Erstellung eines Einarbeitungsplans. In diesem sollte die Reihenfolge der zu erledigenden Aufgaben, die Zeitabschnitte für ihre Erledigung, die Kriterien für die Beherrschung der Arbeitsaufgaben und auch zusätzlich angestrebte Qualifikationen festgehalten werden. Der Umfang und die Dauer solcher Pläne sollen den Anforderungen der Stelle entsprechend, am besten in Zusammenarbeit von Fachvorgesetzten und einzuarbeitendem Mitarbeiter, gestaltet werden. Bei der Abwicklung sollen auch die individuellen Lernfortschritte der Neulinge Beachtung finden. 
Dem direkten Vorgesetzten des neuen Mitarbeiters wird eine besonders herausragende Rolle im Einführungsprozess zugesprochen. Ihm obliegt vor allem die fachliche Einarbeitung, gleichzeitig muss er sich aber auch des besonderen sozial kulturellen Anpassungsprozess bewusst sein, in dem sich neue Mitarbeiter befinden. Daraus resultiert, dass er auf Neulinge individuell mit seinen Aufgabenstellungen und seinem Feedback eingehen muss. Um dafür die nötigen Fähigkeiten zu erlangen, werden vielfach besondere Schulungen für die Vorgesetzten empfohlen, in denen die besondere Situation der Personaleinführung nachgestellt wird. Inwieweit eine solche besondere Vorbereitung der Vorgesetzten durchgeführt wird, und ob in dieser auch von der Unternehmung Vorgaben für das Führungsverhalten vermittelt werden, ist insofern von besonderer Bedeutung. 
Um ein Leistungsverhalten zu ermöglichen, müssen auch die sachlichen Arbeitsbedingungen im Sinne des direkten Arbeitsumfeldes stimmen. So sollte zum Beispiel der Arbeitsplatz eingerichtet sein, bevor der Mitarbeiter seine neue Stelle antritt. Dieser hat neben der rein funktionalen Bedeutung meist noch eine psychologische Funktion, da er für die Neulinge in der hektischen Anfangsphase ein Rückzugsgebiet darstellt.

### Maßnahmen zu Arbeitsbeginn
Um einen reibungslosen Verlauf der ersten Arbeitstage zu erreichen, bieten sich Checklisten für die direkten Vorgesetzten an, in denen vorgegeben wird, welche Aufgaben zu welcher Zeit erledigt werden müssen. Das vorgeschlagene Spektrum einer solchen Liste reicht von reinen Formalitäten über Betriebsbesichtigungen bis hin zur Einführung in die Arbeitsaufgabe und die Organisationsstruktur. Mithilfe dieses Instrumentariums kann vermieden werden, dass während einer stressbeladenen Begegnungsphase notwendige Informationen verloren gehen. Insofern ist von Interesse, ob die Unternehmen den Vorgesetzten eine solche Liste zur Verfügung stellen und welche Einzelmaßnahmen gegebenenfalls durch diese abgedeckt werden.
Zur Gestaltung des Arbeitsbeginns werden viele Maßnahmen diskutiert: Die persönliche Begrüßung durch die Geschäftsführung und die Vorstellung in der Betriebszeitung können die Selbstverpflichtung des neuen Mitarbeiters erhöhen und Zweifel über die Richtigkeit der Beitrittsentscheidung mindern. In dieselbe Richtung wirken Filmvorstellungen des Unternehmens und kleine Begrüßungspräsente, die den wichtigen ersten Eindruck über den neuen Arbeitgeber positiv beeinflussen. Vor allem für größere Unternehmen bietet es sich an, solche Maßnahmen innerhalb einer Einführungsveranstaltung zu bündeln, an der alle neuen Mitarbeiter eines bestimmten Zeitraumes teilnehmen. Auch die Anwesenheit des direkten Vorgesetzten am ersten Arbeitstag des Mitarbeiters ist von besonderer Wichtigkeit, da die Begrüßung und Vorstellung zu seinen Aufgaben gehört und er zudem für ein ausführliches Gespräch zur Verfügung stehen sollte.

### Maßnahmen nach Arbeitsbeginn
Zur Erleichterung der fachlichen und sozialen Integration kann dem neuen Mitarbeiter ein erfahrener Kollege als Pate zur Seite gestellt werden. Dieser hat die Aufgabe über die geschriebenen und ungeschriebenen Gesetze der Unternehmung, über Arbeitsplatz und -umgebung zu informieren, die Integration in die Arbeitsgruppe zu unterstützen und bei der Einarbeitung zu helfen. Das Patensystem ist nicht unumstritten, da hierbei zum einen die Gefahr besteht, dass sich der Pate zum Ersatzvorgesetzten aufspielt und zum anderen, dass der Vorgesetzte seine Aufgaben an den Paten delegiert und sich aus der Verantwortung für die Einführung zurückzieht.
Um die Entwicklung von Nachwuchsführungskräften zu unterstützen, kann ein Mentorensystem eingesetzt werden. Hierbei übernimmt eine hierarchisch höher gestellte Führungskraft als Mentor für die Nachwuchskraft (Mentee) eine Beratungs- und Unterstützungsrolle. Diese beinhaltet eine Vorbildfunktion in persönlicher, fachlicher, sozialer und führungsmäßiger Hinsicht. Der Mentor soll grundsätzlich als neutraler Ansprechpartner auftreten und bei Problemen zwischen Vorgesetztem und neuen Mitarbeiter vermitteln und zudem eine weitere, unabhängige Potenzialbeurteilung beisteuern. Ein Mentorenkonzept stellt also auch ein Mittel der Karriereförderung dar, unterstützt das Anreizsystem und wirkt somit auf die Motivation der Neulinge.
Für die Integration in das direkte soziale Umfeld kann die Existenz von informellen Maßnahmen hilfreich sein, da diese die Kommunikation im Team verbessern und ein „Wir-Gefühl“ erzeugen. Im Normalfall werden solche Maßnahmen spontan durch die Mitarbeiter entstehen, es ist aber auch möglich, dass die Unternehmen solche Aktivitäten hervorrufen oder fördern, um aktiv in diesen Prozess einzugreifen. Denkbar in diesem Zusammenhang ist etwa das Initiieren eines Stammtischs für neue – und alte – Mitarbeiter, der Aufbau von Betriebssportgruppen oder das Fördern von sonstigen Aktivitäten, die den Aufbau sozialer Kontakte unterstützen.
Größeren Unternehmen empfiehlt Günther Schanz zur Unterstützung des Einführungsprozesses, während des ersten Jahres der Unternehmenszugehörigkeit regelmäßig Seminare durchzuführen, in denen die fachliche, soziale und kulturelle Integration neuer Mitarbeiter gefördert wird. Ein Erfahrungsaustausch zwischen mehreren neuen Mitarbeitern ermöglicht auch intraindividuelle Konflikte zu bewältigen und die Valenzen und Normen der Unternehmung eher zu erfassen. Hierbei ist die Einbeziehung bereits integrierter ehemaliger Neuer besonders hilfreich. Für die Untersuchung stellt sich die Frage, ob solche Seminare durchgeführt und welche Inhalte gegebenenfalls behandelt werden.
Auf die Bedeutung des „richtigen“ Feedbacks für den Einführungsprozess als steuernde und motivierende Größe wird vielfach hingewiesen.
Ein weiterer Aspekt bei der Personaleinführung ist die Aktivierung des Innovationspotenzials neuer Mitarbeiter, das gerade in einer sich immer schneller wandelnden Umgebung einen beträchtlichen Teil des Humankapitals darstellt. STIEFEL hält in diesem Zusammenhang den bloßen Hinweis auf ein bestehendes Betriebliches Vorschlagswesen für unzureichend und schlägt darüber hinausgehend die Durchführung von Innovationsgesprächen vor. Dem Neuling sollte die Erwartungshaltung der Unternehmen in Bezug auf eigene Innovationsimpulse durch den direkten Vorgesetzten kommuniziert werden.

### Evaluation des Einführungsprozesses
Zu einer systematischen Personaleinführung gehört auch eine kontinuierliche Evaluation der durchgeführten Maßnahmen. Die Ergebnisse einer solchen Erfolgskontrolle können zur Modifikation des bestehenden Induktionsprogramms oder zur Ergänzung um weitere Maßnahmen führen. Insofern liegt in einer systematischen Evaluation der Einführungspraxis auch immer der Ausgangspunkt für die Gestaltung eines neuen Einführungsprogramms. Evaluierungsobjekte können sowohl die neuen Mitarbeiter als auch die Vorgesetzten und eventuell vorhandene Paten/Mentoren sein.
Um eine Bewertung der Einführungspraxis vornehmen zu können, sollte auftretende Frühfluktuation sowohl quantitativ als auch qualitativ erhoben werden. Der Organisationsforscher Alfred Kieser sieht in der Befragung von neuen Mitarbeitern, vor allem von denjenigen, die das Unternehmen bereits nach kurzer Zeit wieder verlassen, den wichtigsten Ansatzpunkt für die Evaluierung des Einarbeitungsprogramms. Hierbei sollte die Befragung innerhalb eines Austrittsinterviews erfolgen, bei denen die Ergebnisse, in übergreifenden Kategorien zusammengefasst, innerhalb einer Fluktuationsstatistik gesammelt werden.
Auch die Arbeitszufriedenheit neuer Mitarbeiter liefert in diesem Zusammenhang wertvolle Erkenntnisse, da diese sowohl mit der Fluktuationsbereitschaft als auch mit der Arbeitsleistung der Mitarbeiter in engem Zusammenhang steht. Damit kann sie zur Fortschrittskontrolle des Personaleinführungsprozesses herangezogen werden.